# Mate Boban
Mate Boban escucharⓘ, (Grude, 1940-Mostar, 1997) fue un político bosniocroata y líder de los croatas de Bosnia y Herzegovina durante la guerra de Bosnia. Boban fue el primer y único presidente de Herzeg-Bosnia, entidad que nunca fue reconocida y que existió entre 1991 y 1994. Fue un virulento anti-bosnio y mantuvo relaciones amistosas con los serbios, incluso cuando los croatas lucharon contra el Ejército Popular Yugoslavo y la República Serbia de Krajina.

## Breve biografía

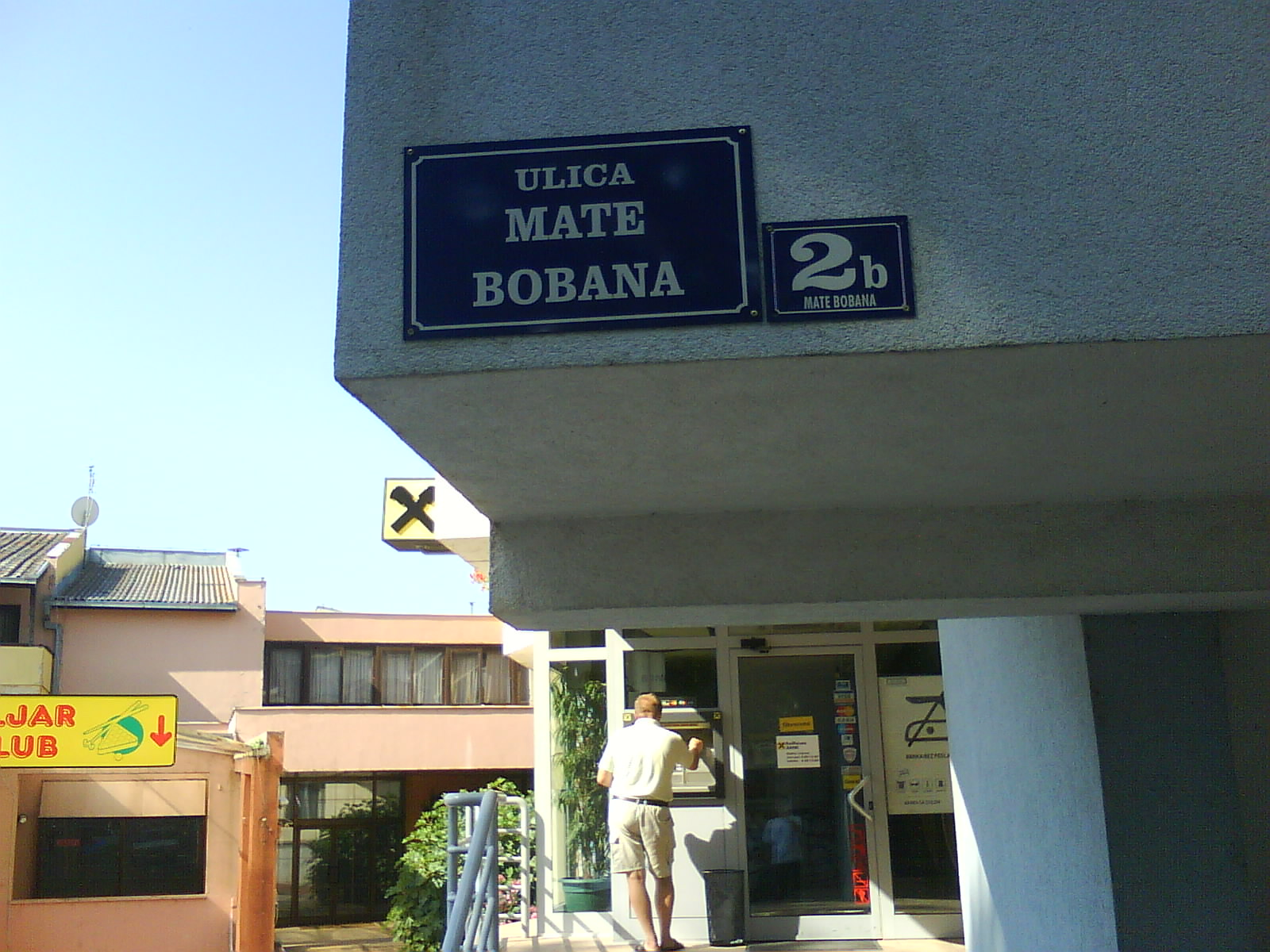
Calle de Mate BoBan en Grude.

### Vida antes de la guerra
Mate Boban nació en la aldea de Sovići en el municipio de Grude, Reino de Yugoslavia (actual Bosnia y Herzegovina). Un año más tarde de su nacimiento, los Ustashi, aliados del III Reich, convirtieron la región en su feudo. Durante la época de Tito tuvo algunos puestos de relevancia dentro del aparato comunista. Antes de las guerras yugoslavas dirigió una empresa editorial en Imotski, Croacia y, posteriormente, una fábrica de tabaco en Zagreb. A pesar de su pasado comunista, se incorporó al HDZ (Unión Democrática Croata), un partido nacionalista croata, tan pronto como se fundó. Fue elegido para el parlamento de Bosnia-Herzegovina y fue vicepresidente del HDZ antes de ascender al puesto de presidente del partido en Bosnia y Herzegovina.

### Establecimiento de Herzeg-Bosnia
El día 18 de noviembre de 1991 Boban proclamó la existencia de la Comunidad Croata de Herzeg-Bosnia, como una separación "política, cultural, económica y territorial" en el territorio de Bosnia y Herzegovina. Esto fue posible gracias al acuerdo de Karađorđevo entre el presidente croata Franjo Tuđman y el serbio Slobodan Milošević para dividir Bosnia y Herzegovina entre ellos. Boban se reunió con el presidente de los serbios de Bosnia Radovan Karadžić durante el mes de mayo de 1992 en Graz, Austria, donde acordaron la cooperación mutua en la división de Bosnia y Herzegovina (y de nuevo el 2 de septiembre de 1993 en Montenegro con el fin de coordinar sus acciones después de rechazar los bosnios el Plan Vance-Owen).
Durante esta época, Boban ha sido acusado de ordenar el asesinato de bosnio-croatas de Herzegovina que se oponían a sus planes. Los más conocidos fueron Stjepan Kljuić, Blaž Kraljević y Tomislav Dretar. Kraljević fue citado a una reunión el 9 de agosto de 1992 y fue asesinado junto con 8 de sus adjuntos. Dretar sobrevivió a varios intentos de asesinato, pero quedó aislado en el enclave de Bihać durante la guerra y no pudo continuar su oposición a Boban. Stjepan Kljuić sí continuó oponiéndose a Boban durante la guerra.

### Guerra de Bosnia
Boban buscó el apoyo de los serbios para derrotar a los bosnios y apropiarse de un sector de Bosnia y Herzegovina para incorporarlo a Croacia. Las tensiones sucedidas desde junio de 1992 hasta principios de 1993 y los actos de hostilidad, desembocaron en la guerra abierta que estalló entre croatas y bosnios en abril de 1993. La milicia croata, el Consejo de Defensa Croata, inició la limpieza étnica de los bosnios en todo el centro y sur de Bosnia y Herzegovina, cometiendo muchas atrocidades contra los civiles, como la matanza de Stupni Do y la masacre de Ahmići. A principios de 1994, los acontecimientos se volvieron contra los croatas. La República de Croacia, mantuvo un gasto diario de unos 3 millones de marcos alemanes en la guerra en Bosnia y Herzegovina y se enfrentó a fuertes críticas internacionales por su papel en el apoyo al Consejo de Defensa Croata. Los EE. UU. forzaron un tratado de paz, conocido como los Acuerdos de Washington, que se firmaron en marzo de 1994, y posteriormente obligaron a la expulsión de Boban.
Mate Boban fue considerado el principal instigador de las masacres cometidas durante este período, y como tal, significaba un obstáculo para el establecimiento de la paz en la región.

#### Posguerra y muerte
Después de los acuerdos de Washington que anularon Herzeg-Bosnia, Boban se retiró de la vida política, para dirigir el INA, la principal empresa petrolera croata. El 4 de julio de 1997 sufrió un derrame cerebral y murió tres días más tarde en un hospital de Mostar. Su funeral no atrajo a dignatarios extranjeros, pero sí a dirigentes croatas que comparten sus ideales, como Gojko Šušak. Su muerte prematura, evitó a Boban su comparecencia ante el TPIY para ser juzgado por crímenes de guerra.